# Livonius (Adelsgeschlecht)

Wappen derer von Livonius

Livonius ist der Name eines aus Mecklenburg stammenden Geschlechts, das 1860 in den preußischen Adelsstand gehoben wurde.

## Geschichte
Die Stammreihe der Familie beginnt mit Sebastian Livonius, der um 1570 „collega scholae Mansfeldiensis“ war. Sein Sohn Sebastian kam nach Mecklenburg, wurde dort Rektor in Waren und 1599 Pfarrer in Basedow. Der königlich-preußische Amtsrat George Livonius auf Seegenfelde, Kreis Deutsch Krone in Westpreußen erhielt am 10. März 1860 den preußischen Adelsstand und sein Bruder Alexander Livonius auf Grunau, Kreis Flatow in der Provinz Posen, ebenfalls preußischer Amtsrat, erhielt den Adelsstand am 18. Oktober 1861. Deren Neffe Wilhelm, preußischer Oberstleutnant und Kommandeur des Landwehrregiments I in Berlin, wurde am 19. September 1888 geadelt.
Ein Zweig auf Schloss Neuendettelsau führt den Namen „von Livonius Freiherren von Eyb“.

## Besitzungen
Ende des 19. Jahrhunderts waren die  Livonius unter anderem zu Borcken, Dammen (kaschubisch bzw. polnisch Damno (Damnica)), Grumbkow (polnisch Grąbkowo (Potęgowo)), Hammerstein (polnisch Czarne), Velsow (polnisch Wieliszewo), Wendisch-Karstnitz (polnisch Karznica) und Wohnwitz (polnisch Zamek Wojnowice) begütert.

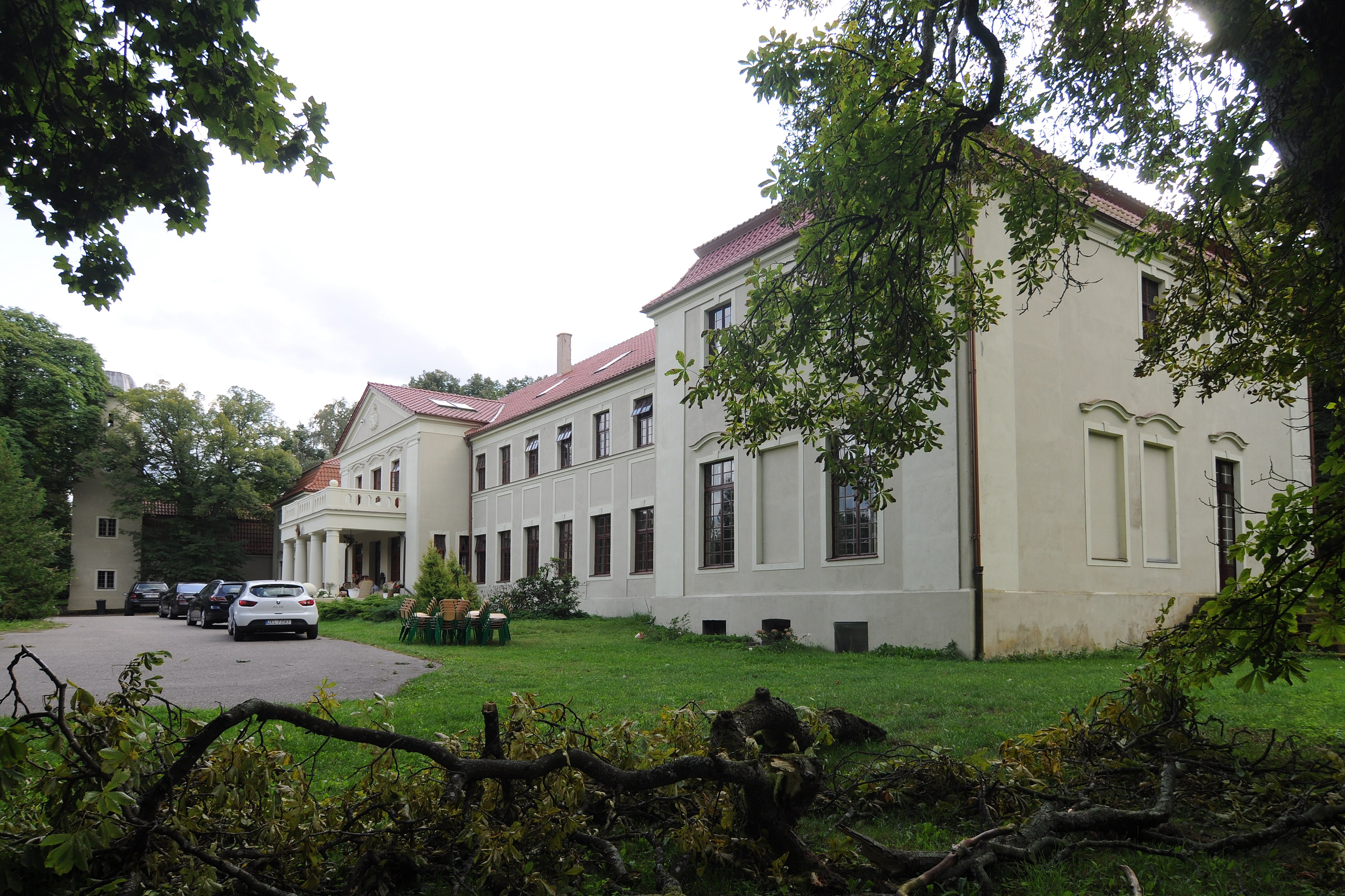
Gutshaus Grumbkow
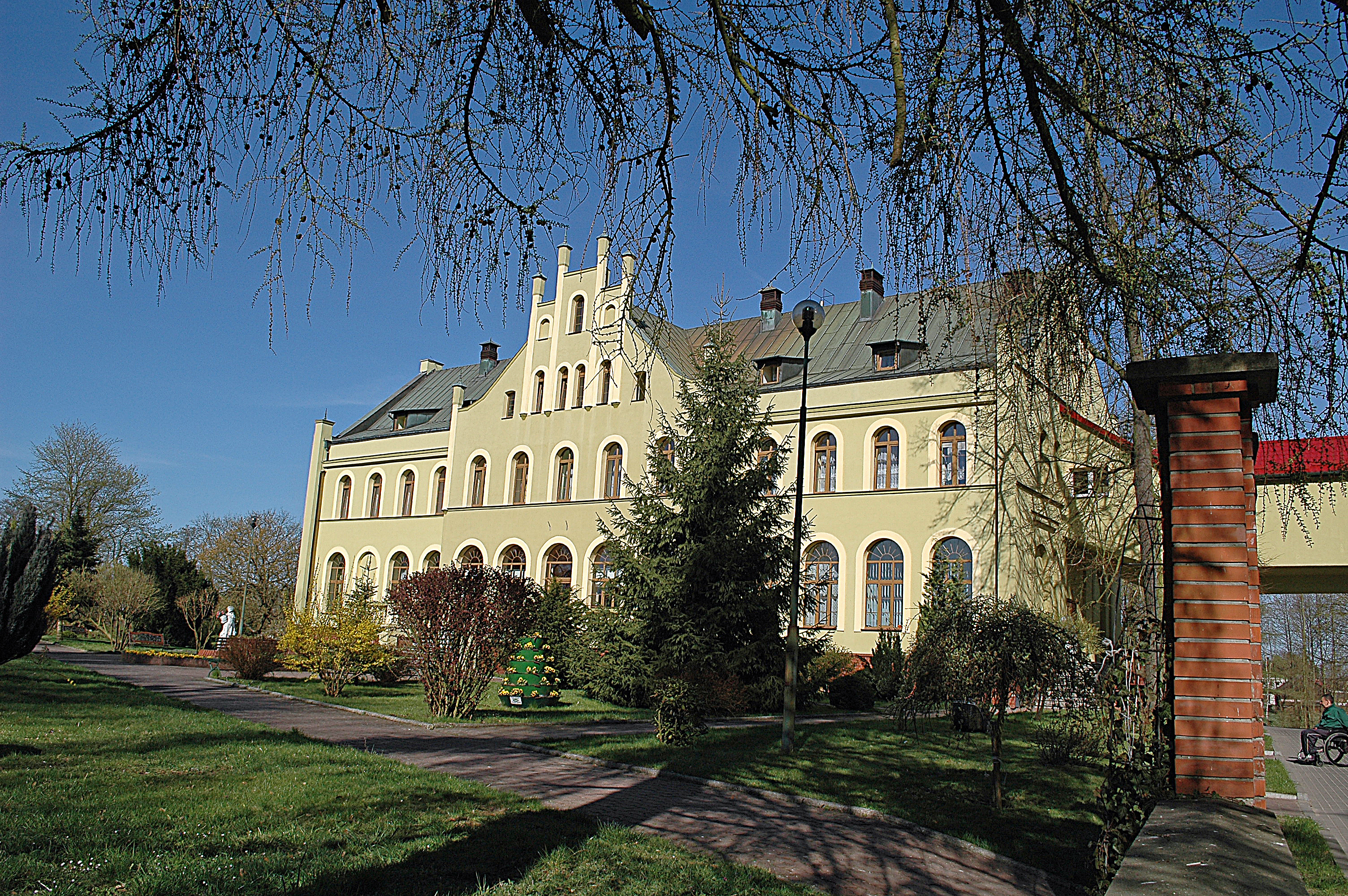
Gutshaus Hammerstein
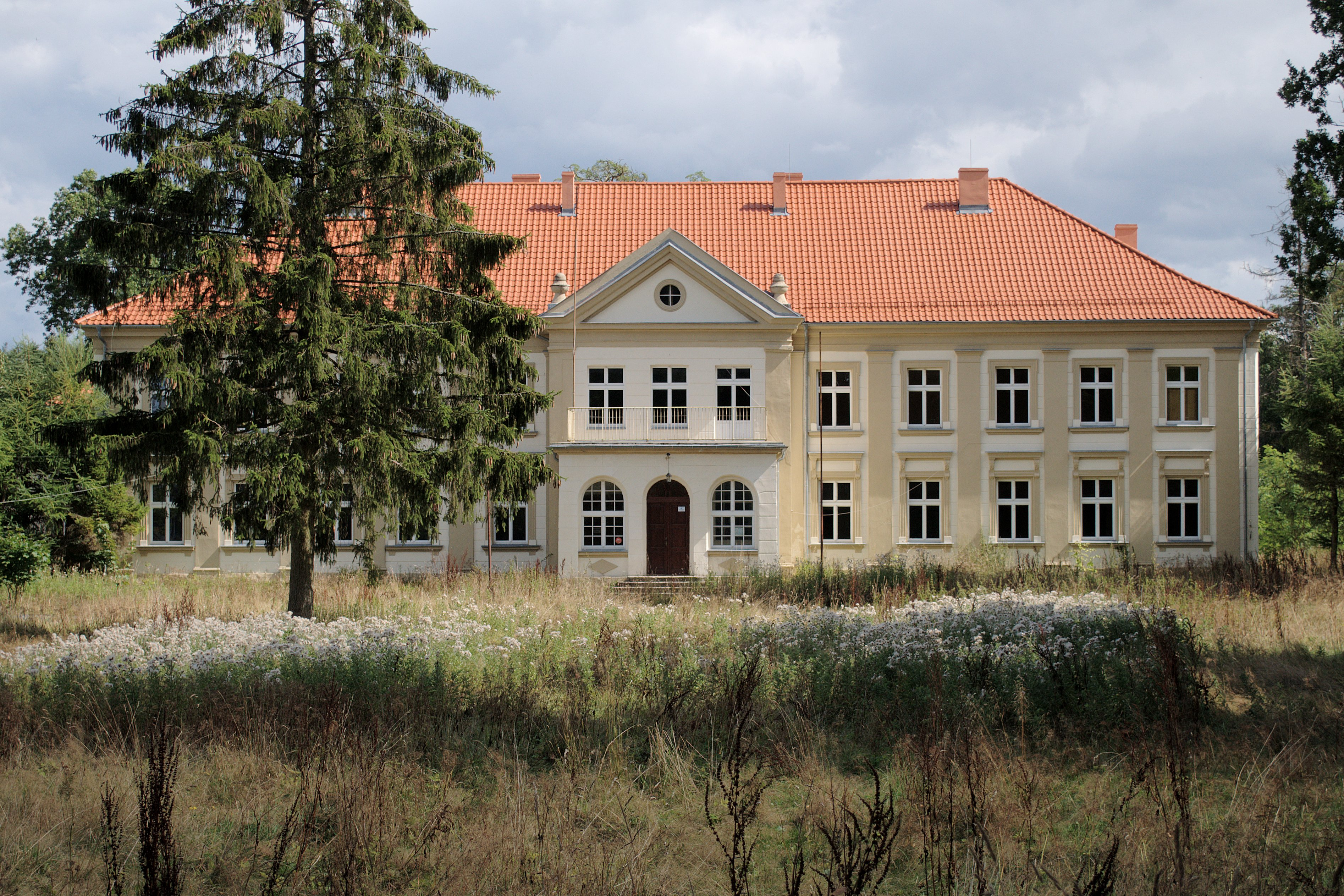
Gutshaus Wendisch Karstnitz
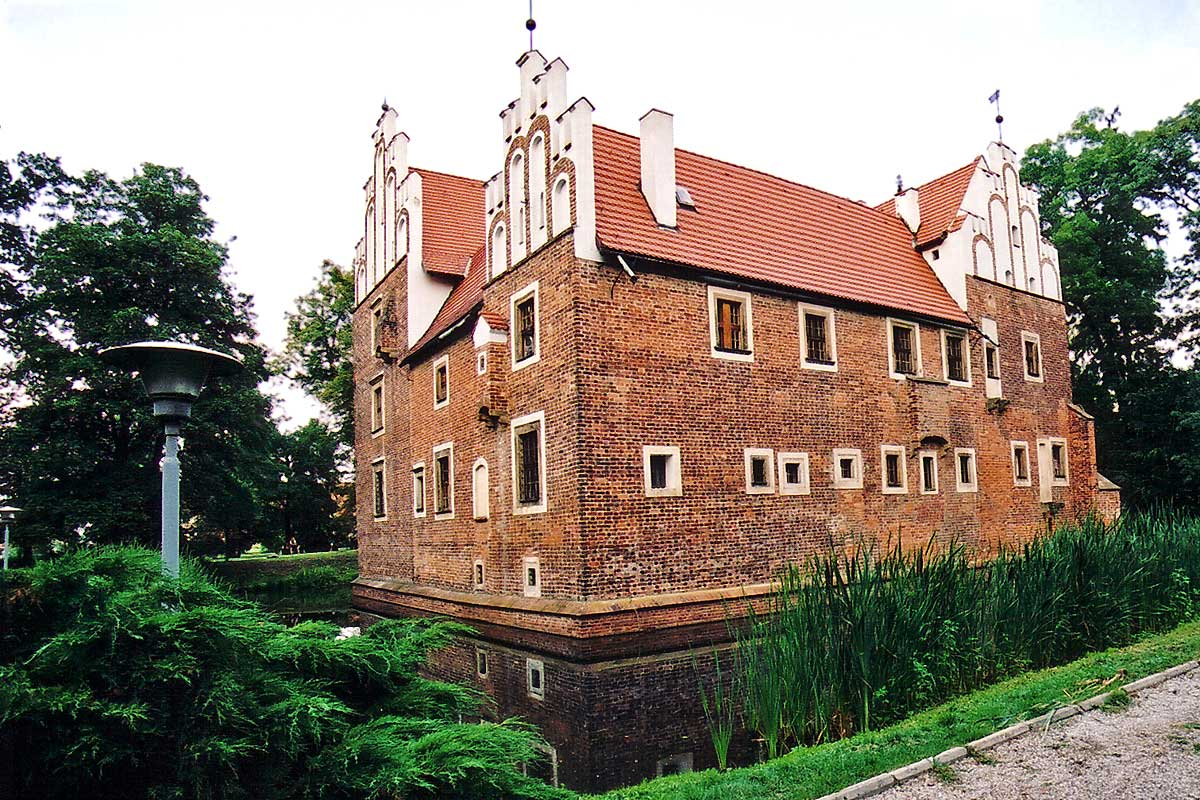
Schloss Wohnwitz (Eigentum der Margaritha von Livinius, geborene von Kramsta, geschiedene von Johnston)

## Wappen
- Das Wappen von 1880 zeigt in Blau querliegend ein goldenes Kanonenrohr, zwischen dessen Henkeln drei heraldische goldene Lilien an goldenen Stängeln fächerförmig hervorwachsen. Auf dem Helm mit blau-goldenen Decken das Schildbild.
- Die anlässlich der weiteren Nobilitierungen verliehenen Wappen sind jeweils um ein Schildhaupt ergänzt, 1861 ist es purpurn mit der preußischen Königskrone belegt, 1888 silbern mit einem schwarzen Stern.

## Bekannte Familienmitglieder
- Adelheid von Livonius (1906–1945), deutsche Autorin
- Britta von Livonius (* 1976), deutsche Spielerin in der Hockeynationalmannschaft
- Eberhard von Livonius (1902–1967), deutscher Offizier und Autor
- Ernst-Manfred von Livonius (1940–2018), deutscher Rechtsanwalt
- George von Livonius (1792–1867), Rittergutsbesitzer und Abgeordneter
- Hilger von Livonius Frhr. von Eyb (* 1970), deutscher Rechtsanwalt und Autor
- Verena von Livonius (1939–2021), Lektorin
- Wilhelm von Livonius (1840–1905), preußischer Generalleutnant
- Willy von Livonius (1871–1946), deutscher Generalmajor